# Електронна идентификация
Електронната идентификация е процес на използване на данни в електронна форма за идентификация на лица, които данни представляват по уникален начин дадено физическо лице. Използва се от потребители и организации за достъп до услуги, предоставени от правителството, банки и други компании. Освен онлайн автентикация потребителят може да има възможност да подписва електронни документи.
Една от формите за електронна идентификация е електронна лична карта, която е надграждане на обикновената лична карта за използване онлайн. Това е смарт карта с формат ID-1 с отпечатана информация за самоличността (например лични данни и снимка) и вграден RFID чип, подобен на използваните в биометричните паспорти. Възможно е чипът да съдържа и пръстови отпечатъци. Картата се използва за онлайн автентикация, например удостоверяваща възраст или за услуги на електронното правителство. Възможно е в чипа да се запише и електронен подпис, издаден от доставчик на удостоверителни услуги.
Страни, които използват електронна идентификация, са Белгия, Чили, Гватемала, Германия, Израел, Италия, Естония и други. В Норвегия, Швеция и Финландия се приемат банкови карти като средство за удостоверяване на самоличността пред правителствените органи. Расте броят на страните, прилагащи електронна идентификация при провеждането на избори.